# 大雅加達輕軌
大雅加達輕軌是印度尼西亞首都雅加達一座興建中的輕軌捷運系統，由印度尼西亞政府擔任投資方，首期线路在2023年8月28日落成通車。輕軌將貫通大雅加達地區各個城鎮，把雅加達市中心、勿加泗、茂物和德博連接起來。

## 歷史

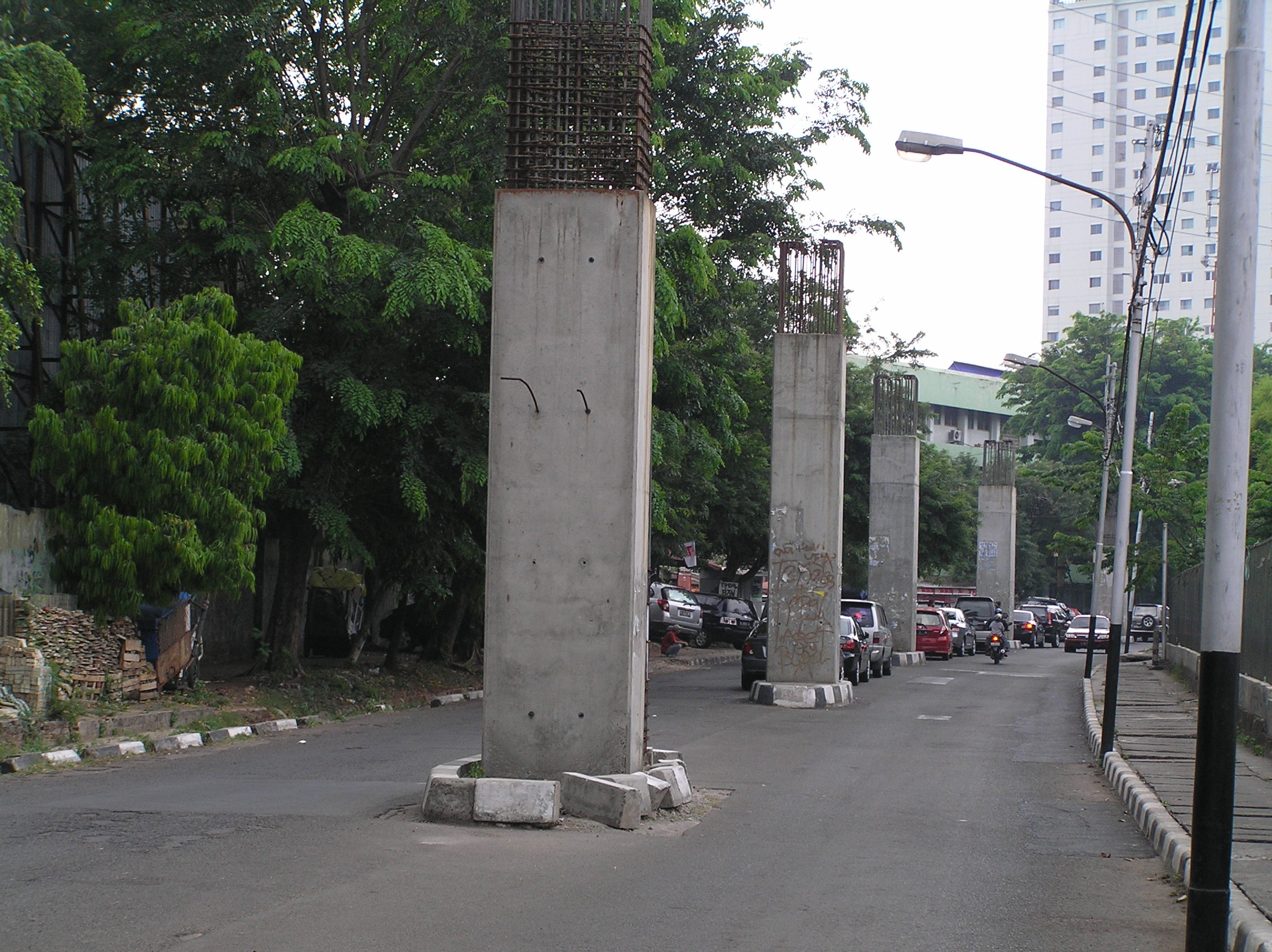
廢棄的雅加達單軌鐵路橋墩

在雅加達一帶建設輕軌鐵路的目的是舒緩當地的交通擠塞問題。這個提議首見於1991年，當時前總統蘇哈托的長女西蒂·哈尔迪燕蒂·鲁克玛纳旗下的芝特拉·兰托罗·贡·佩尔萨达集团提出興建三層高架道路（triple decker），連接西爪哇省德博芝尼列（Cinere）和雅加達城區站的構思，如果成事的話，高架道路第二層將預留位置興建輕軌鐵路。1997年8月，印度尼西亞政府修訂雅加達首都特區的交通運輸規劃，批准上述財團執行三層高架道路項目。然而，此後接踵而來的爭議（法律問題、環境問題等）和1997年爆發的亞洲金融風暴迫使政府在1999年終止這個項目。
2004年雅加達首都特區省長苏迪约索提出的雅加達單軌鐵路（Jakarta Monorail）項目在2008年因為財政問題和苏迪约索的繼任人——法烏齊·博沃的個人意見（巴士比鐵路更能解決雅加達的交通問題）而陷入停滯狀態。佐科·維多多當選雅加達首都特區省長後，曾在2013年重啓單軌鐵路項目，不過項目的承包商後來因為車廠選址問題和定線問題與省政府發生爭執，最終項目在2015年9月再度擱置。
2015年3月，已當選印度尼西亞總統的佐科要求國營企業放棄原有的單軌鐵路項目，並以輕軌鐵路取而代之。2015年，佐科頒佈總統令，准許國營企業在大雅加達地區興建三條輕軌線路。
大雅加達輕軌第一期已於2015年9月動工，原訂於2019年通車。但在工程動工時，項目資金尚未到賬，由此產生的資金問題一直擾攘了兩年多。2017年5月印度尼西亞政府委託印度尼西亞鐵路承擔項目的部分開支，不過部分內閣閣員提出異議，原因是更改信號系統制式等技術調整引致成本上漲。他們認為如果印度尼西亞鐵路要承擔這麼多的開支，他們的服務質素可能會有所下滑。結果印度尼西亞政府在2017年12月提出一套融資方案，避免大雅加達輕軌陷入停滯。根據這個方案，項目成本將調整到7.6兆盾，印度尼西亞鐵路既會接受政府注資，也會接受公、私營銀行的貸款，以承擔項目大部分成本。其餘成本將由阿迪卡亞公司承擔。政府將推出票價補貼等措施，協助這兩家公司償還貸款。徵地問題方面，政府需要在勿加泗市徵用居住用地興建車廠，不過居民一度不滿政府宣布徵地安排時沒有跟他們溝通，甚至希望訴諸法律解決問題，令車廠工程一再延誤，結果徵地程序直到2020年底方吿完成。由於上述原因，上述路線直至2023年8月28日才正式通車。

## 运营

### 車輛
大雅加達輕軌採用的電動列車共有31列，由印度尼西亞國有的鐵路工業公司組裝，採購合約造價4.1兆印度尼西亞盾，預計在2019年4月完成。一列列車共有六節車廂，配備了移動閉塞式信號系統，可以在無人操作的情況下開行。列車採用的組件當中有45%在印度尼西亞製造，牽引系統等裝置則由西班牙鐵路建設和協助公司提供。

### 車站
大雅加達輕軌大部分車站樓高兩層，離地至少5.1米，底層為車站大堂，頂層為月台。車站設有車務控制室、祈禱室、洗手間、育嬰室等設施，有的車站還設有行人天橋之類的出站通道，方便乘客換乘地鐵、通勤鐵路、專線巴士等其他交通工具。芝布布線／勿加泗線共線區間的最後一個車站——查旺站的結構和其他車站的差異較大，因為這個車站設有四條軌道。

### 技術規格
大雅加達輕軌採用標準軌距（1435毫米）的無碴軌道，以及Len工業（印度尼西亞國營企業）提供的移動閉塞式列車自動控制系統（ATO）。本來政府打算為大雅加達輕軌引入固定閉塞式信號系統，卻在2017年7月以加密列車班次為由決定更改信號系統的規格。大雅加達輕軌採用第三軌供電，以750伏特直流電驅動列車運行。

## 路線
| 线路名   | 起点站／终点站 | 起点站／终点站 | 车站数 | 长度 （公里） | 备注     | 参考资料 |
| -------- | -------------- | -------------- | ------ | ------------- | -------- | -------- |
| 芝布布線 | 芝布布         | 巴拉囊相       | 4      | 25            | 二期线路 | [ 13 ]   |
| 芝布布線 | 芝布布         | 查旺           | 5      | 14.3          | 第一期   | [ 13 ]   |
| 芝布布線 | 查旺           | 杜古阿塔斯     | 8      | 10.5          | 第一期   | [ 13 ]   |
| 芝布布線 | 杜古阿塔斯     | 史納延         | 4      | 7.8           | 第二期   | [ 13 ]   |
| 勿加泗線 | 查旺           | 勿加泗東       | 6      | 18.3          | 第一期   | [ 13 ]   |
| 勿加泗線 | 查旺           | 杜古阿塔斯     | 8      | 10.5          | 第一期   | [ 13 ]   |
| 勿加泗線 | 紅牌           | 格羅果         | 3      | 5.7           | 第二期   | [ 13 ]   |

按照2015年第98號總統令，印度尼西亞政府將委託國營的建築公司——阿迪卡亞公司興建六個區段的輕軌鐵路，並委託印度尼西亞鐵路負責上述路線的運作維護。其中一期工程總投資額為23.8兆盾（18億美元），已於2015年9月9日動工，至2023年8月通車。一期工程修建的線路均為高架鐵路，包括：
1. 芝布布－查旺段全長14.3公里，設站5座，貫穿雅加達東區，沿雅果拉威收費公路興建。通車後將劃入芝布布線。
2. 查旺－杜古阿塔斯段全長10.5公里，設站8座，連接雅加達東區和市中心，沿H·R·拉蘇娜·賽路和雅加達內環路興建。通車後將成為芝布布線和勿加泗線的共線運營區間。
3. 查旺－勿加泗東段全長18.3公里，設站6座，連接雅加達東區和西爪哇省勿加泗，沿雅加達－芝甘北收費公路興建。通車後將劃入勿加泗線。

擬議中的線路還包括第二期路線和格羅果－蘇哈機場線。其中第二期路線是2015年第98號總統令提議興建的三條輕軌鐵路，包括杜古阿塔斯－史納延段（全長7.8公里，設站3座，接續查旺－杜古阿塔斯段，連接市中心和雅加達中區的西南部）、芝布布－茂物段（全長25公里，設站7座，接續芝布布－查旺段，連接雅加達東區和西爪哇省茂物市）和紅牌－格羅果段（全長5.7公里，設站3座，連接雅加達中區和雅加達西區）。2018年8月，交通部長布迪·卡雅·蘇馬迪宣佈當局即將以公私合作的模式，為芝布布－茂物段輕軌項目進行招標，並計劃於兩年內完成有關的建設工程。

## 票務
大雅加達輕軌僅接受非現金付款方式，其一是印度尼西亞通勤鐵路推出的多程票卡，可在通勤鐵路或大雅加達輕軌各站的票務處購買。多程票卡可用於乘坐通勤鐵路和大雅加達輕軌，可以重複使用；票卡售價內已包括10,000盾的餘額，餘額不足時可以先增值，再使用。此外，乘客也可以使用雅加達交通公司發行的雅加達聯通卡（Jak Lingko）、印度尼西亞5家銀行發行的智能卡、以及「QRIS Link Aja」和「KAI Pay」程式內置的QR碼支付功能支付車費。
按照2023年簽發的第67號交通部長令，大雅加達輕軌將按距離收費，票價即「起步價+里程價」。起步價為首公里5,000盾（不設起步里程），里程價為每公里700盾。票價水平按照購買力、消費意願、其他公共交通工具的票價和設備維護成本而決定；政府將為輕軌提供票價補貼，以履行其公共服務義務。為鼓勵公眾了解並乘坐輕軌，輕軌通車初期提供票務優惠，期間全線票價劃一為5,000盾，至2023年9月底為止，之後將局部採用票價方案，直至達到20,000盾票價上限為止。優惠將於2024年2月底結束。

## 外部連結
- 大雅加達輕軌項目官方網站 （印尼文）